# Mamenchisauridae
Mamenchisauridae ("mamenchisauridi") byla čeleď velkých až obřích dlouhokrkých sauropodních dinosaurů, žijících v období spodní jury až spodní křídy (asi před 175 až 114 miliony let) na území současné Číny. 

## Historie a charakteristika
Až do roku 2019 se však předpokládalo, že tato vývojově starobylá skupina sauropodů vyhynula už v období svrchní jury, asi před 155 miliony let. Vědecky byla tato skupina popsána čínskými paleontology v roce 1972, od té doby bylo objeveno mnoho nových rodů, které do ní byly později zařazeny. Společným anatomickým znakem byl obvykle proporcionálně velmi dlouhý krk, a to i na poměry sauropodních dinosaurů. U největších jedinců rodu Mamenchisaurus nebo Xinjiangtitan dosahovala krční páteř délky až kolem 15 metrů.

## Rozměry
Ačkoliv do této čeledi patřily také menší rody, najdeme zde i gigantické sauropody, jako je například Mamenchisaurus sinocanadorum nebo Xinjiangtitan shanshanensis, oba dosahující délky přes 30 metrů. Krk druhého zmíněného rodu dosahoval délky přes 13,4 metru a je tak nejdelší známou krční částí páteře u jakéhokoliv živočicha s téměř kompletním dochováním. Nejdelší krční obratel tohoto sauropoda měří 123 cm.
Revize druhu M. sinocanadorum publikovaná v roce 2023 ukázala, že se s největší pravděpodobností jedná o platný taxon a skutečně jde tedy o samostatný rod a druh obřího sauropodního dinosaura. Délka krku tohoto velkého sauropoda byla odhadnuta až na 15,1 metru.

## Růst a stáří
Výzkum histologie dlouhých kostí (Griebeler et al., 2013) ukázal, že u nepojmenovaného jedince mamenchisaurida s označením SGP 2006/9 činila hmotnost asi 25 075 kilogramů, pohlavní dospělosti dosáhl ve svých 20 letech a zemřel ve 31. roce svého věku.

## Zástupci čeledi
- Analong
- Anhuilong
- Chuanjiesaurus?
- Datousaurus?
- Eomamenchisaurus
- Huangshanlong
- Hudiesaurus
- "Jingia"
- Mamenchisaurus
- Rhomaleopakhus
- Omeisaurus
- Qijianglong
- Tienshanosaurus
- Tonganosaurus
- Tongnanlong
- Wamweracaudia
- Xinjiangtitan
- Yuanmousaurus
- Zigongosaurus